# Erica heterophylla
Erica heterophylla är en ljungväxtart som beskrevs av Guthrie och Bolus. Erica heterophylla ingår i släktet klockljungssläktet, och familjen ljungväxter. Inga underarter finns listade i Catalogue of Life.